# Kabinett René V

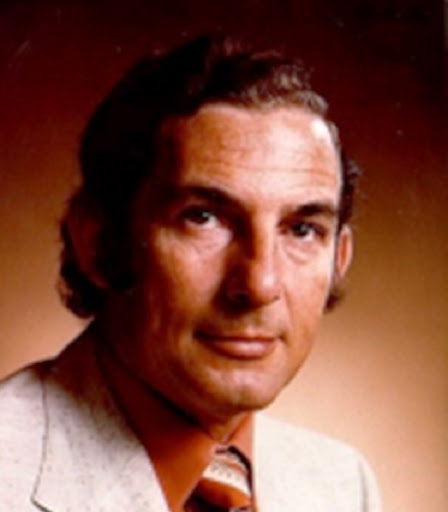
France-Albert René war zwischen 1977 und 2004 Präsident der Seychellen.

Das Kabinett René V wurde am 23. Juli 1993 auf den Seychellen von France-Albert René von der Fortschrittsfront des seychellischen Volkes SPPF (Seychelles People’s Progressive Front/Front Progressiste du Peuple Seychellois) gebildet. Bei den Präsidentschaftswahlen vom 20. bis 23. Juli 1993 war er Kandidat der SPPF und wurde mit 25.627 Stimmen (59,5 Prozent) wiedergewählt. Erstmals seit der Unabhängigkeit von 1976 gab es eine freie Präsidentschaftswahl. Sein Gegenkandidat, der frühere erste Präsident James Mancham von der Demokratischen Partei SDP (Seychelles Democratic Party) erhielt 15.815 Stimmen (36,7 Prozent), während der Kandidat der Vereinigten Opposition (United Opposition) nur 1.631 Stimmen (3,8 Prozent) bekam. Die Wahlbeteiligung lag bei 86,5 Prozent. Das Kabinett René V löste das Kabinett René IV ab und blieb bis zum 22. März 1998 im Amt. Im Anschluss wurde das Kabinett René VI gebildet.
Zugleich fanden vom 20. bis 23. Juli 1993 auch die Wahlen zur Nationalversammlung statt. Die SPPF erhielt 24.462 (56,6 Prozent) und 21 der 22 in den Wahlbezirken gewählten Sitzen, die SDP 14.062	Stimmen (32,3 Prozent) und einen Sitz, während die Vereinigte Opposition mit 4.163 Stimmen (9,7 Prozent) keinen Sitz bekam. Neben den 22 gewählten Sitzen vergab der Präsident elf weitere Sitze, und zwar sechs an die SPPF, vier an die SDP sowie einen an die United Opposition.

## Kabinettsmitglieder
Dem Kabinett René V gehörten zwischen dem 23. Juli 1993 und dem 22. März 1998 folgende Mitglieder an:
| Amt | Amtsinhaber                                                                                               | Anmerkung / Amtszeit                                                                                           |
| --- | --- | --- |
| Präsident | France-Albert René                                                                                        | 23. Juli 1993 – 22. März 1998                                                                                  |
| Minister für Verwaltung und Arbeitskräfte | Joseph Belmont                                                                                            | Juli 1993 – März 1998                                                                                          |
| Minister für Landwirtschaft und Fischerei September 1993: Ministerin für Landwirtschaft und Meeresressourcen April 1995: Minister für Landwirtschaft und Meeresressourcen | Jeremie Bonnelame Jacqueline Dugasse Esme Jumeau                                                          | Juli 1993 – September 1993 September 1993 – April 1995 April 1995 – März 1998                                  |
| Minister für Rechnungsprüfung und Recht | France-Albert René                                                                                        | Juli 1993 – Oktober 1993                                                                                       |
| Ministerin für Gemeindeentwicklung | Dolor Ernesta                                                                                             | September 1993 – März 1998                                                                                     |
| Bildungsministerin September 1993: Minister für Bildung und Kultur | Simone Testa Patrick Pillay                                                                               | Juli 1993 – September 1993 September 1993                                                                      |
| Minister für Beschäftigung und Soziales | William Herminie                                                                                          | Juli 1993 – März 1998                                                                                          |
| Ministerin für Umwelt, Wirtschaftsplanung und Auswärtige Angelegenheiten                                                                                                  | Danielle de St. Jorre France-Albert René (kommissarisch) Joseph Belmont (kommissarisch) Jeremie Bonnelame | Juli 1993 – † 25. Februar 1997 25. Februar 1997 – Juni 1997 Juni 1997 – August 1997 1. August 1997 – März 1998 |
| Minister für Finanzen, Information und Verteidigung | James Alix Michel                                                                                         | Juli 1993 – März 1998                                                                                          |
| Gesundheitsminister April 1995: Gesundheitsministerin | Ralph Adam Jacqueline Dugasse                                                                             | Juli 1993 – April 1995 April 1995 – März 1998                                                                  |
| Industrieminister | Esme Jumeau Ralph Adam                                                                                    | Juli 1993 – April 1995 April 1995 – März 1998                                                                  |
| Ministerin für Kommunalverwaltung, Kultur und Sport | Sylvette Frichot                                                                                          | Juli 1993 – August 1993 – März 1998                                                                            |
| Minister für Tourismus und Transport | France-Albert René Simone Testa                                                                           | Juli 1993 – September 1993 September 1993                                                                      |
| Gouverneur der Zentralbank | Aboo Ameruddy Francis Chang-Leng (kommissarisch) Norman Weber                                             | Juli 1993 – März 1996 März 1996 August 1996 – März 1998                                                        |
| Geschäftsträger September 1993: Designierter Botschafter März 1994: Botschafter in den USA                                                                                | Marc R. Marengo                                                                                           | Juli 1993 – Juni 1997                                                                                          |
| Ständiger Vertreter bei den Vereinten Nationen | Marc R. Marengo                                                                                           | Oktober 1995 – Juli 1996                                                                                       |

## Hintergrundliteratur
- Seychellen seit 1948, in: Der große Ploetz. Die Enzyklopädie der Weltgeschichte. Vandenhoeck & Ruprecht, Göttingen 2008, ISBN 978-3-525-32008-2, S. 1931 f.